# Малопургинское (сельское поселение)
Малопургинское — упразднённое муниципальное образование со статусом сельского поселения в Малопургинском районе Удмуртии Российской Федерации.
Административный центр — село Малая Пурга.
25 июня 2021 года упразднено в связи с преобразованием муниципального района в муниципальный округ.

## Географические данные
Находится в центральной части района, граничит:
- на севере с Постольским сельским поселением
- на востоке с Яганским сельским поселением
- на юге с республикой Татарстан
- на западе с Баграш-Бигринским сельским поселением

## История
Статус и границы сельского поселения установлены Законом Удмуртской Республики от 14 июля 2005 года № 47-РЗ «Об установлении границ муниципальных образований и наделении соответствующим статусом муниципальных образований на территории Малопургинского района Удмуртской Республики».

## Население
| 2008  | 2010  | 2012  | 2013  | 2014  | 2015  | 2016  |
| ----- | ----- | ----- | ----- | ----- | ----- | ----- |
| 8065  | ↗8121 | ↗8191 | ↗8299 | ↗8330 | ↘8327 | ↗8391 |
| 2017  | 2018  | 2019  | 2020  | 2021  |       |       |
| ↗8516 | ↘8487 | ↗8534 | ↗8604 | ↘8070 |       |       |

Из 8065 человек проживавших в 2008 году, 1028 — пенсионеры и 2631 — дети и молодёжь до 18 лет. 1037 человек работали в бюджетной сфере и 124 человека были зарегистрированы безработными.

## Состав сельского поселения
| № | Населённый пункт | Тип населённого пункта       | Население |
| - | ---------------- | ---------------------------- | --------- |
| 1 | Абдульменево     | деревня                      | ↗103      |
| 2 | Курчум-Норья     | деревня                      | ↘268      |
| 3 | Курчумский       | посёлок                      | ↗47       |
| 4 | Малая Пурга      | село, административный центр | ↘7604     |
| 5 | Столярово        | деревня                      | ↗5        |

## Инфраструктура
- Малопургинская гимназия
- МОУ «Малопургинская средняя общеобразовательная школа»
- МОУ Курчум-Норьинская начальная школа
- 4 детских сада
- Школа искусств
- Центр детского творчества
- Центральная районная больница
- ФАП в деревне Курчум-Норья
- 2 библиотеки
- Комплексный центр социального обслуживания населения в селе Малая Пурга